# デルフトの眺望 (ファブリティウス)
『デルフトの眺望』（デルフトのちょうぼう、蘭: Gezicht in Delft、英: A View of Delft）、または『楽器商人の店のあるデルフトの眺望』（がっきしょうにんのみせのあるデルフトのちょうぼう、英: A View of Delft, with a Musical Instrument Seller's Stall）は、17世紀オランダ絵画黄金時代画家カレル・ファブリティウスが1652年にキャンバス上に油彩で制作した絵画である。画面左側のヴィオラ・ダ・ガンバの横に画家の署名と制作年が記されている。作品は1922年に芸術基金から寄贈されて以来、ロンドン・ナショナル・ギャラリーに所蔵されている。

## 作品
17世紀当時、ファブリティウスは、透視図法の名手として画家サミュエル・ファン・ホーホストラーテンや著述家アルノルト・ホウブラーケンらにより異口同音に語られた。現在の研究では、ファブリティウスは「視点箱 (perspective box)」と関連して論じられている。

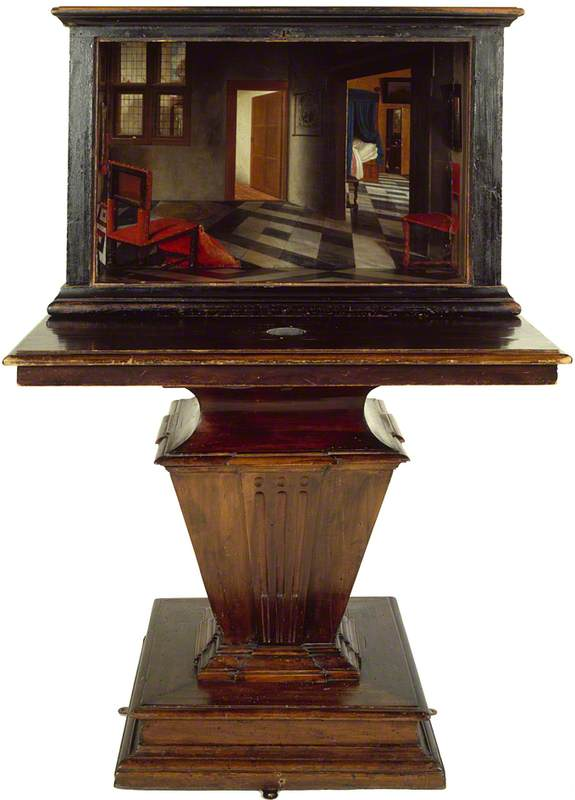
サミュエル・ファン・ホーホストラーテン『オランダの室内を覗いた光景』 (1655-1660年ごろ)、ナショナル・ギャラリー (ロンドン)

特定の通りや建物を描いた景観図は17世紀のオランダ、とりわけファブリティウスが仕事をしていたデルフトで人気があった。しかし、画家が誇張している遠近法により、本作は異例の景観図となっている。遠近法の歪み、とりわけ教会の右側の歪みは、本作が三次元的アナモルフォーシスのトロンプルイユ効果を生み出すべく、視点箱の裏側の湾曲した表面に設置され、覗き穴から見るために制作された可能性を示唆する。同時代の何人かの画家たちがこのようなイリュージョンを描いており、その1例であるファン・ホーホストラーテン作の視点箱『オランダの室内を覗いた光景』 (ロンドン・ナショナル・ギャラリー) は、2つの覗き穴から内部が見られるようになっている。
本作の眺望は、旧ランヘンデイク (Oude Langendijk) 運河がフロウウェンレヒト (Vrouwenrecht) 地区と接する地点から見た、デルフト市庁舎といくつかの家屋 (そのうちの1つは現存している) に面する新教会を表したものである。この種の都市景観図としては例外的に小さいキャンバスのサイズは、視点箱仮説を裏づける。別の可能性は、ファブリティウスが両凸レンズの助けを借りて本作を制作したということで、実際、両凸レンズは画面内に見られる比率に近い歪みを生み出す。しかしながら、修復中になされた分析によれば、作品は視点箱用の景観である可能性が高い。
画面下部に部分的に見えるヴィオラ・ダ・ガンバは、視点箱内で別途に制作されたようである。研究者ウォルター・リードキ (Walter Liedke) は、覗き穴から見た最終的な構図はヴィオラと新教会の聖歌隊席側 (手前) の大きさを同じくらいのサイズにし、教会の聖なる空間と楽器によって代表される感覚の世界を並置していたであろうと提唱している。ヴィオラの弦と表面には劇的な前面短縮法が用いられており、ヴィオラは鑑賞者の非常に近くにあるように見える。楽器商人の左側に立てかけてあるリュートは、不規則な丸みを帯びた形態を (絵画の) 平らな表面に描く実例として、アルブレヒト・デューラーの視点に関する論文などによく登場していたものである。したがって、リュートは、ファブリティウスの技術的認識を示しているのかもしれない。なお、デルフトの新教会はオラニエ公ウィレム1世の墓碑があることで名高く、17世紀以降、政治的に重要な意味のある場所であった。